# ان‌جی‌سی ۳۶۸
ان‌جی‌سی ۳۶۸ (انگلیسی: NGC 368) نام یک کهکشان عدسی در صورت فلکی سیمرغ است.